# Limfòcit B

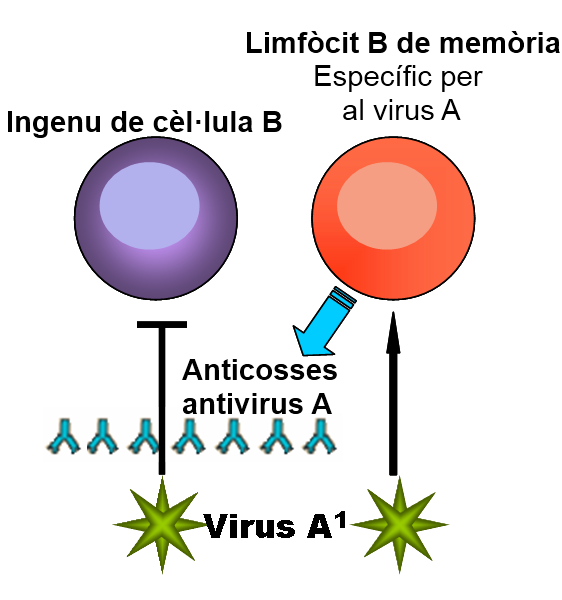
Les cèl·lules del sistema immunitari que fabriquen anticossos contra patògens invasors com ara virus. Formen cèl·lules de memòria que recorden el mateix patogen per tal de produir anticossos més ràpidament en infeccions futures.

Els limfòcits B són limfòcits que tenen un paper important en la resposta immunitària humoral (en contrast amb la resposta immunitària cel·lular, governada pels limfòcits T). Les funcions principals dels limfòcits B són fabricar anticossos contra antígens, funcionar com a cèl·lules presentadores d'antigen (APC) i finalment transformar-se en cèl·lules de memòria B després de ser activades per la interacció amb l'antigen. Els limfòcits B són un component essencial del sistema immunitari adaptatiu.